# Палко Дардаї
Пал "Палко" Дардаї (нім. Pál "Palkó" Dárdai, нар. 24 квітня 1999, Берлін, Німеччина) — угорський футболіст, вінгер німецького клубу «Герта» (Берлін) та національної збірної Угорщини.

## Біографія
Палко Дардаї народився у Берліні в родині колишнього угорського футболіста Паля Дардаї, який на той момент грав у складі берлінської «Герти». Пізніше Паль Дардаї працював головним тренером берлінського клубу. Два брати Палко — Мартон та Бенце також професійні футболісти. Грають в німецьких клубах.

## Ігрова кар'єра

### Клубна
Палко Дардаї є вихованцем клубної академії берлінської «Герти». В березні 2017 року він дебютував у другій клубній команді в Регіональній лізі. 2 листопада 2017 року у матчі Ліги Європи проти луганської «Зорі» Палко дебютував на професійному рівні в першій команді «Герти».
В січні 2021 року Палко переїхав до Угорщини, де приєднався до клубу «Фегервар». В Угорщині футболіст провів два з половиною роки.
В липні 2023 року Палко повернувся до Німеччини, до берлінської «Герти», де працював головним тренером його батько Паль та грав брат Мартон. З клубом Палко підписав контракт на три роки. 

### Збірна
Палко Дардаї народився в Німеччині в родині угорського футболіста і має право грати за збірні обох цих країн. У 2017 році він почав свою міжнародну кар'єру в складі юнацької збірної Німеччини.
Та 20 листопада 2022 року у товариському матчі проти команди Греції Палко Дардаї дебютував у складі національної збірної Угорщини.